# Sandro Ramírez Castillo
Sandro Ramírez Castillo (Las Palmas, Gran Canaria, 9 de juliol de 1995) és un futbolista canari que juga com a davanter centre a la UD Las Palmas.
Va començar la seva carrera professional al FC Barcelona jugant principalment al filial, i va guanyar set títols nacionals i internacionals amb el primer equip. El 2017 va fitxar amb l'Everton després d'una temporada reeixida amb el Màlaga, essent cedit tres vegades abans de la fi del seu contracte.

## Trajectòria

### FC Barcelona
És descobert en el 2009 per l'observador del Futbol Club Barcelona: Jordi Gris, quan el canari encara es trobava a les files de l'infantil de la Unión Deportiva Las Palmas, i per això és fitxat arribant al Cadet B culer de Víctor Sánchez durant la temporada 2009/10, demostrant ser un davanter amb molta mobilitat, qualitat tècnica i gol, arribant a conquerir la Nike Premier Cup.
A mitjans de la temporada 2011/12, quan militava en el Juvenil B, va ser operat dels meniscs fent que estigués tres mesos de baixa. Tot i això aconsegueix sobreposar-se gràcies a la seva contundència golejadora, obrint-se pas entre les categories juvenils per a donar el salt el 2013 al FC Barcelona B junt amb altres 7 companys del Juvenil A.
El 19 d'agost de 2014 va jugar amb el primer equip del Barça en el partit del trofeu Joan Gamper contra el Club León mexicà, i marcà el gol del 6 a 0 definitiu. El 31 d'agost de 2014 va debutar amb el Barça a la primera divisió, i va marcar el gol del triomf blaugrana per 0 a 1 contra el Vila-real CF.

### Màlaga
El 2 de juliol de 2016, es va saber l'interès del Màlaga CF per fitxar Sandro, i el seu web en va mostrar la fitxa oficialment durant unes hores, poc després de la seva sortida del Barça. Cinc dies després es va anunciar el fitxatge de forma oficial, amb un contracte per tres anys. Va debutar el 19 d'agost, com a titular, en un partit de lliga contra el CA Osasuna que va acabar en empat a 1, i va marcar el seu primer gol quatre setmanes més tard, el de l'empat en una victòria per 2–1 contra la SD Eibar també a La Rosaleda.

### Everton
El 3 de juliol de 2017, Sandro va fitxar per l'Everton FC amb un contracte per quatre anys, després que el club anglès pagués al Màlaga la seva clàusula de rescissió, de 5.2 milions de lliures. Va debutar a la Premier League el 12 d'agost, jugant com a titular en una victòria per 1–0 a casa contra l'Stoke City FC.
Sandro es va incorporar al Sevilla FC cedit el 30 de gener de 2018, per la resta de la campanya. Set mesos després, es va traslladar a la Reial Societat també cedit.
El 2 de juliol de 2019, Sandro va acceptar un contracte de cessió d'un any amb el Reial Valladolid encara a la primera categoria espanyola. Va marcar el seu primer gol en dos anys i mig el 3 de novembre, ajudant a la derrota a casa del RCD Mallorca per 3-0 amb una carrera de 20 metres en el temps de descompte.

### SD Huesca
Sandro va signar un contracte de tres anys amb l'Osca el 5 d'octubre de 2020, en un traspàs gratuït. El 2 d'agost de 2021, va acceptar un contracte de cessió d'un any amb el Getafe CF amb opció de compra.
El 22 d'agost de 2022, Sandro va ser cedit a un altre equip de segona divisió, Las Palmas, per un any, amb una clàusula de rescissió.

### Las Palmas
El 22 d'agost de 2022, Sandro va ser cedit al Las Palmas, també de segona divisió, per un any, amb una clàusula de compra obligatòria en cas d'ascens. Això es va aconseguir com a subcampió de la Segona divisió 2022-23, i el juny de 2023 va signar un contracte fins al 2026.
Sandro va igualar el rècord de clubs de la màxima categoria espanyola en els quals ha jugat, a l'inici de la temporada 2023–24, essent la UD Las Palma el seu vuitè, un rècord compartit amb Carlos Aranda que també representava aquest equip.

## Carrera internacional
Sandro va ser membre de la selecció espanyola sub-21 per al Campionat d'Europa de la UEFA 2017. Va marcar una vegada per a l'eventual subcampió, en una victòria per 3-1 de la fase de grups contra Portugal.

## Estadístiques
| Club                         | Temporada     | Lliga | Lliga | Copa  | Copa | Internacional | Internacional | Total | Total |
| Club                         | Temporada     | Part. | Gols  | Part. | Gols | Part.         | Gols          | Part. | Gols  |
| ---------------------------- | ------------- | ----- | ----- | ----- | ---- | ------------- | ------------- | ----- | ----- |
| FC Barcelona "B" · Catalunya | 2013-14       | 31    | 7     | -     | -    | -             | -             | 31    | 7     |
| FC Barcelona "B" · Catalunya | 2014-15       | 28    | 8     | -     | -    | -             | -             | 28    | 8     |
| FC Barcelona "B" · Catalunya | Total         | 59    | 15    | -     | -    | -             | -             | 59    | 15    |
| FC Barcelona · Catalunya     | 2014-15       | 7     | 2     | 2     | 1    | 3             | 1             | 12    | 4     |
| FC Barcelona · Catalunya     | 2015-16       | 10    | 0     | 4     | 3    | 3             | 0             | 17    | 3     |
| FC Barcelona · Catalunya     | Total         | 17    | 2     | 6     | 4    | 6             | 1             | 29    | 7     |
| Total carrera                | Total carrera | 79    | 17    | 2     | 4    | 6             | 1             | 88    | 22    |

- Actualitzat fins al 22 de maig de 2016.

## Palmarès

### FC Barcelona
- 1 Campionat del Món de Clubs de futbol (2015[26])
- 1 Lliga de Campions: (2014-15[27])
- 2 Lligues espanyoles: (2014-15[28] i 2015-16[29])
- 2 Copes del Rei: (2014-15[30] i 2015-16[31])
- 1 Supercopa d'Europa: (2015)[32]